# Hauptstraße 111 (Heimbach-Weis)

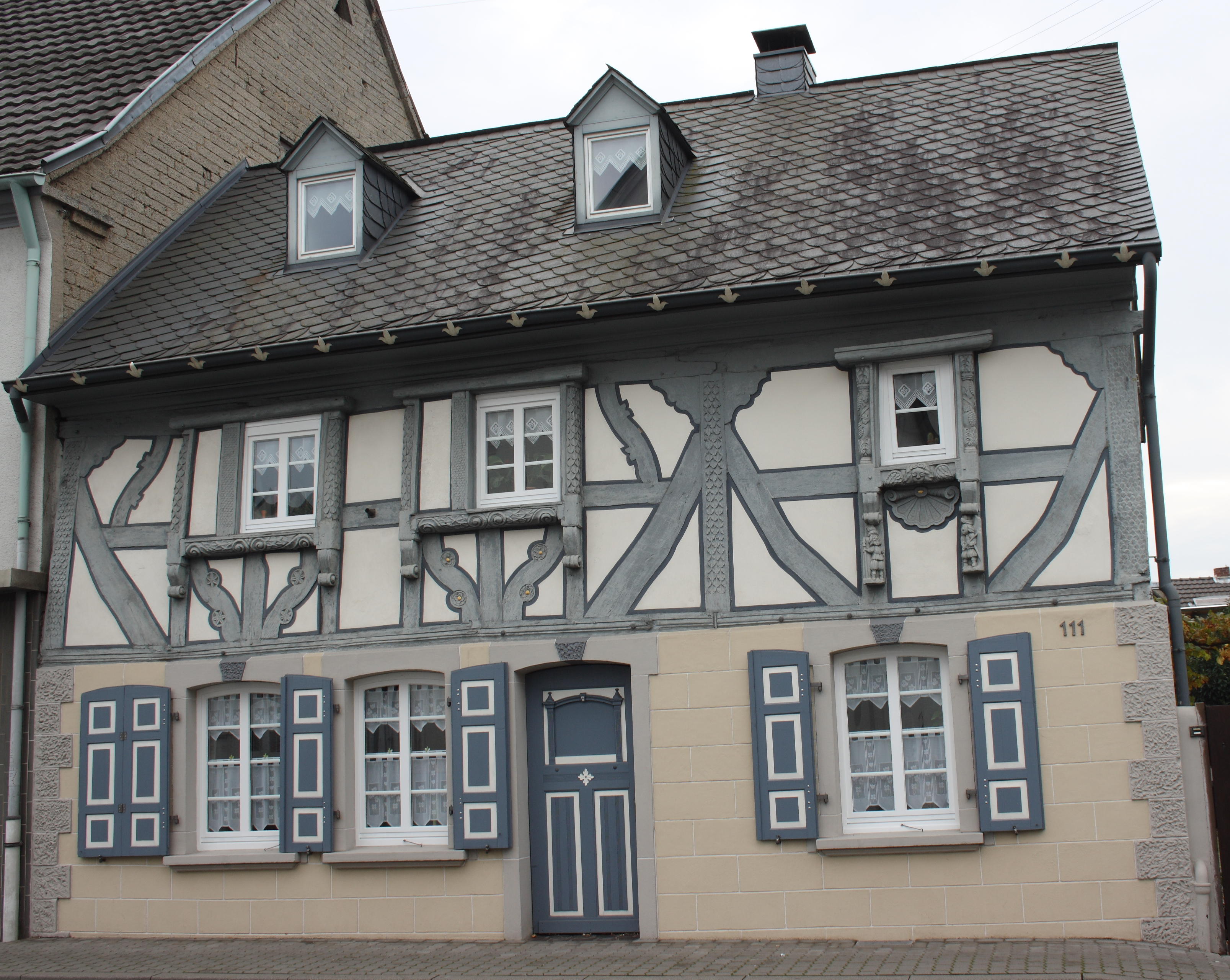
Fachwerkhaus Hauptstraße 111 in Heimbach-Weis

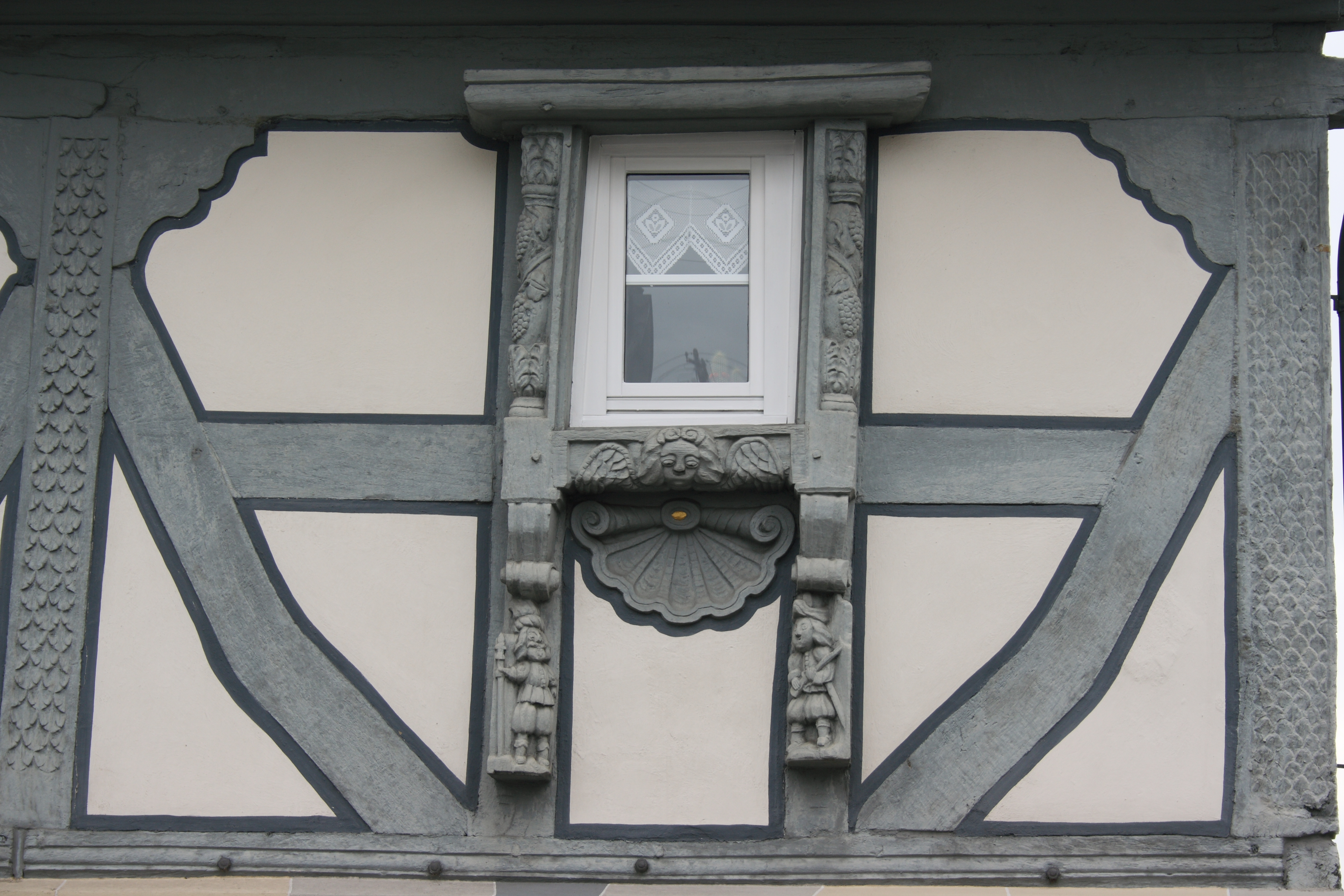
Fenstererker mit Reliefs

Das Haus Hauptstraße 111 ist ein Fachwerkhaus in Heimbach-Weis, einem Stadtteil von Neuwied im Landkreis Neuwied in Rheinland-Pfalz, das im 17. Jahrhundert errichtet wurde. Das Gebäude ist ein geschütztes Kulturdenkmal.

## Beschreibung
Das Haus besteht aus einem massiven Erdgeschoss, einem Fachwerkstock und einem Dachstock. Es wurde im 17. Jahrhundert erbaut und das Giebeldreieck wurde um 1900 erneuert. Das vor einiger Zeit grundlegend renovierte Haus besitzt zur Straßenseite drei Fenstererker im ersten Stock mit Schnitzereien. Bei dem Fenster rechts außen sind zwei Figuren dargestellt, die möglicherweise Nachtwächter darstellen. Das schiefergedeckte Haus besitzt als Schmuckformen Mannfiguren und gebogene Hölzer mit Nasen.